# Spettrofotometria

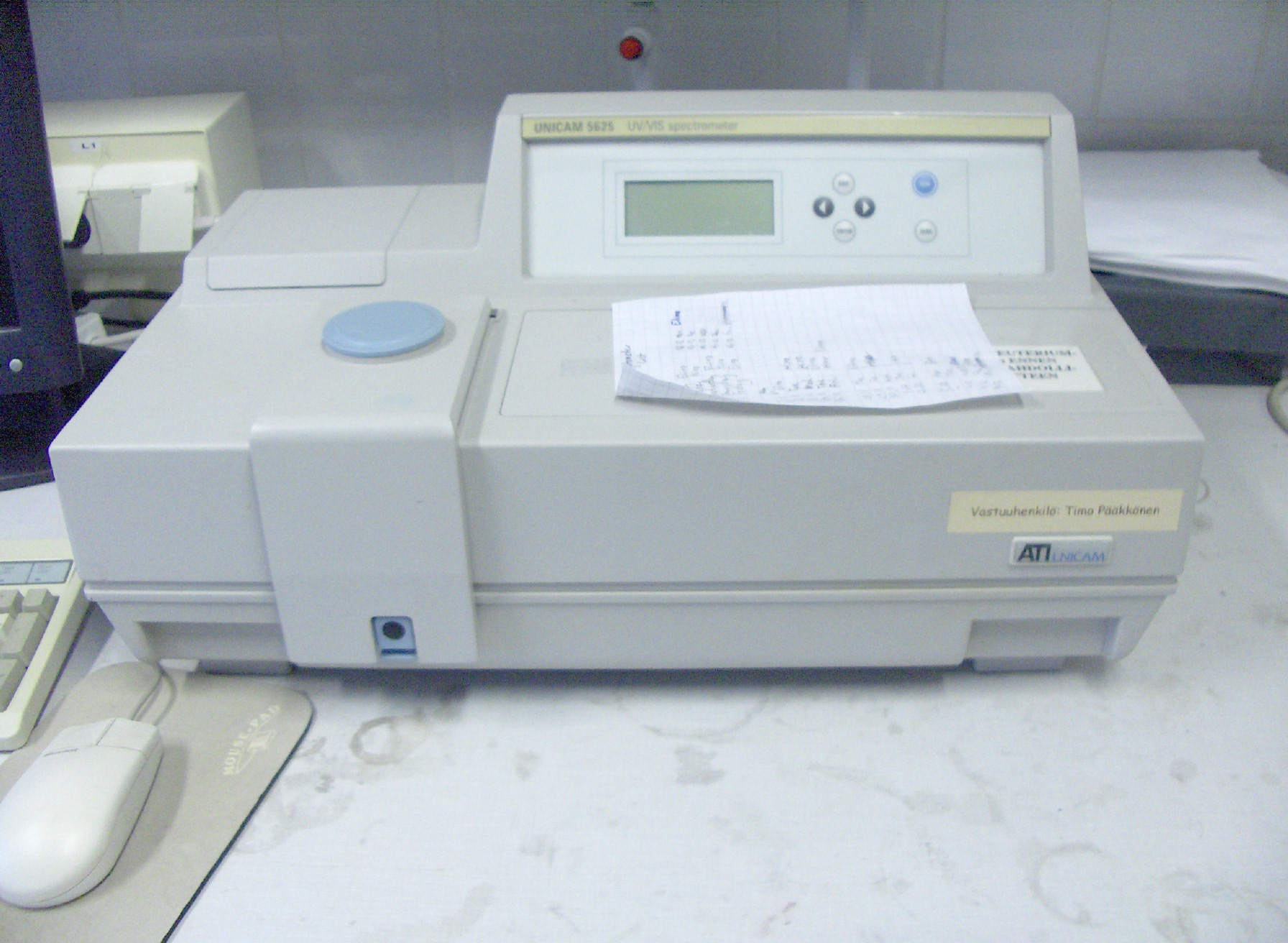
Uno spettrofotometro

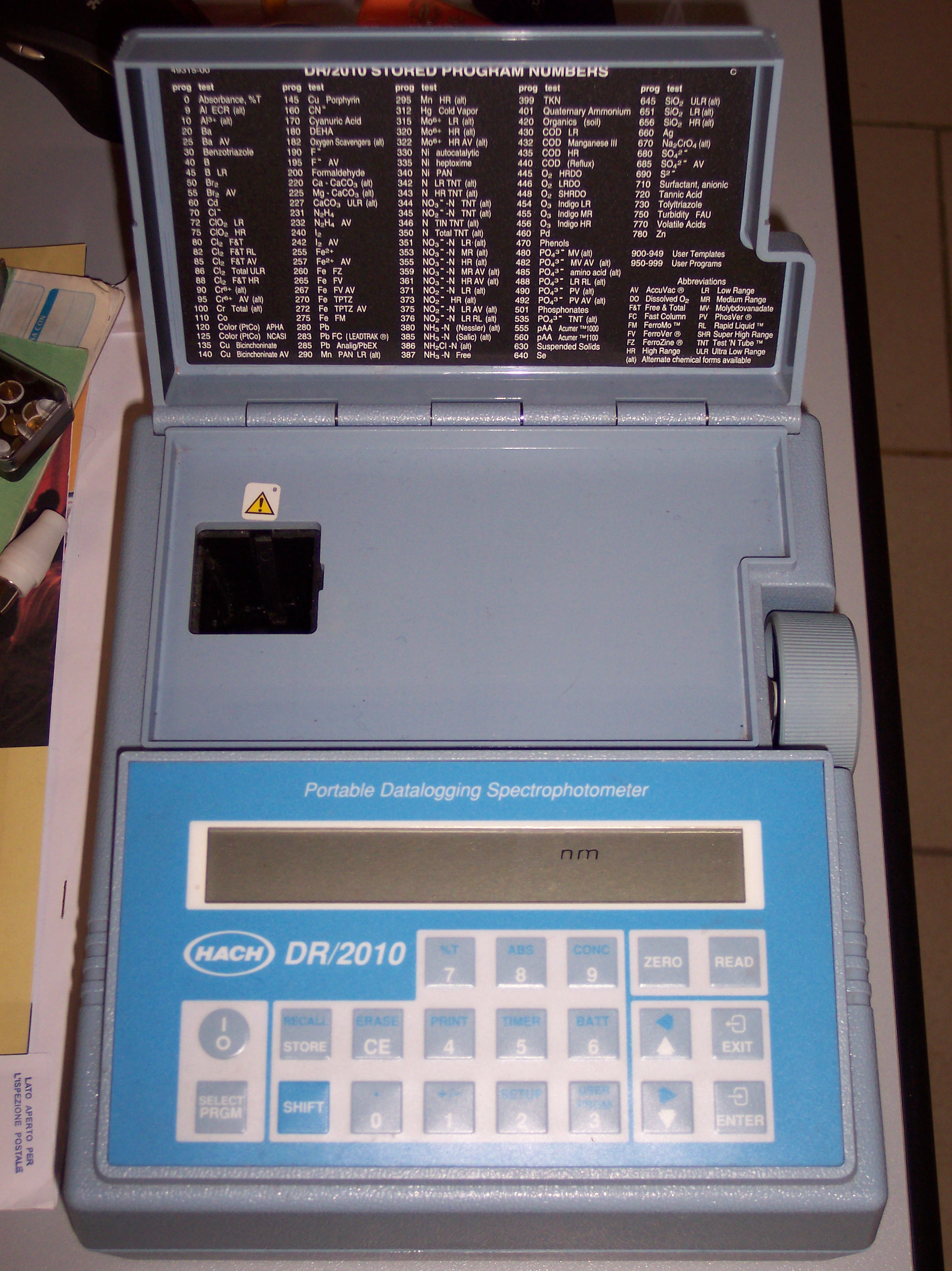
Uno spettrofotometro portatile

In fisica il termine spettrofotometria designa lo studio degli spettri elettromagnetici. Si tratta di un termine più specifico del termine generale spettroscopia elettromagnetica, in quanto la spettrofotometria si occupa di luce visibile, dal vicino ultravioletto al vicino infrarosso. Inoltre il termine non comprende le tecniche di spettroscopia con risoluzione temporale.
La spettrofotometria richiede l'uso di spettrofotometri. Uno di tali strumenti è un fotometro, cioè un dispositivo per la misura dell'intensità luminosa, che può determinare l'intensità come funzione della lunghezza d'onda della radiazione luminosa. Sono disponibili molti generi di spettrofotometri. Tra le distinzioni più importanti adottate per classificarli vi sono gli intervalli di lunghezze d'onda nei quali operano, le tecniche di misurazione che adottano, le modalità secondo le quali acquisiscono uno spettro e le sorgenti dell'intensità luminosa variabile per la cui misura sono stati progettati. Altri aspetti importanti degli spettrofotometri includono la loro banda spettrale e il loro intervallo di linearità.
L'applicazione forse più comune degli spettrofotometri è la misurazione dell'assorbimento luminoso, ma essi possono essere progettati anche per misurare la riflettanza diffusa o speculare. In termini strettamente fisici, anche la mezza emissione  di uno strumento a luminescenza costituisce una specie di spettrofotometro.
Vi sono due importanti categorie di spettrofotometri; quelli a fascio singolo e quelli a fascio doppio. Uno spettrofotometro a fascio doppio misura il rapporto dell'intensità luminosa di due diversi percorsi della luce, mentre uno spettrofotometro a fascio singolo misura una intensità luminosa assoluta. Sebbene le misure di rapporti siano più facili, e in genere più stabili, gli strumenti a fascio singolo presentano dei vantaggi; ad esempio possono avere degli intervalli dinamici più estesi.

## Spettrofotometri della regione del visibile
La spettrofotometria della regione del visibile, tra circa 400 e circa 700 nm, viene usata estesamente nella colorimetria scientifica.
I produttori di inchiostri, le aziende della stampa, i produttori di tessili e molti altri tipi di imprese necessitano di dati ottenibili attraverso la colorimetria. Solitamente, nella spettrofotometria del visibile si effettuano misurazioni ad intervalli di lunghezza d'onda di 10 nanometri e si produce una curva di riflettanza spettrale. Queste curve possono essere utilizzate per controllare i lotti di coloranti per verificare se soddisfano i requisiti specifici. Gli spettrofotometri del visibile tradizionali non riescono a rilevare se un colorante presenta fluorescenza. Questo rende loro impossibile operare correttamente sui colori quando qualcuno degli inchiostri da stampa analizzato è fluorescente. Per i coloranti che presentano fluorescenza occorre usare uno spettrometro fluorescente bispettrale. Sono disponibili due assetti principali per gli spettrofotometri per lo spettro visibile chiamati rispettivamente d/8 o sferici e 0/45. Questi termini sono derivati dalla geometria della sorgente luminosa, dell'osservatore e dell'interno della camera di misurazione.

## Spettroradiometri

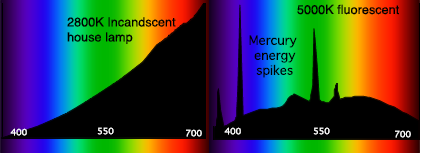
Rappresentazione spettrografica dell'emissione luminosa di una lampada a incandescenza (sinistra) e di una lampada fluorescente (destra)

Gli spettroradiometri sono apparecchiature che operano in modo molto simile agli spettrofotometri per la regione delle radiazioni visibili e sono designati a misurare le distribuzioni della potenza spettrale di dispositivi ed impianti di illuminazione; i costruttori li usano per valutare e categorizzare i dispositivi che pongono in vendita e i loro clienti per garantire che quanto acquistano soddisfi le loro esigenze.

## Spettrofotometri UV e spettrometri IR
Gli spettrofotometri più comuni sono usati nelle regioni UV e visibile dello spettro; alcuni di questi strumenti (spettrometri IR) operano altrettanto bene nella regione dell'infrarosso vicino. Gli spettrometri progettati per la regione principale dell'infrarosso sono molto differenti, a causa delle esigenze tecniche delle misurazioni in questa parte dello spettro. Uno dei fattori principali è il tipo di sensori efficaci nelle diverse regioni spettrali, ma le misurazioni nell'infrarosso risultano impegnative anche perché, virtualmente, tutti gli oggetti emettono radiazioni IR a causa di fenomeni termici, specialmente per lunghezze d'onda maggiori di 5 μm.
Molti spettrofotometri per analizzare lo spettro usano un monocromatore a prisma o a reticolo; sono però disponibili anche spettrofotometri che usano sequenze di fotosensori e, specialmente nell'infrarosso, vi sono spettrofotometri che utilizzano una tecnica di trasformata di Fourier per acquisire le informazioni spettrali; tale tecnica è conosciuta con la sigla FTIR.
Lo spettrofotometro misura quantitativamente la frazione di luce che attraversa una determinata soluzione. In uno spettrofotometro, una luce proveniente da una lampada nella regione vicino-IR/VIS/UV (tipicamente una lampada a scarica in gas deuterio per l'IR e particolari lampade ad incandescenza per l'UV/VIS) viene guidata attraverso un monocromatore che separa dallo spettro complessivo la radiazione di una particolare lunghezza d'onda. Questa luce passa attraverso il campione che deve essere sottoposto alla misurazione. Attraversato il campione, l'intensità luminosa rimanente della radiazione viene misurata mediante un rivelatore costituito da un fotodiodo o da un altro sensore luminoso; questo consente di calcolare la trasmittanza della lunghezza d'onda in esame.
Per il visibile si impiegano preferibilmente sorgenti luminose al tungsteno, per l'ultravioletto lampade all'idrogeno o al deuterio e per l'infrarosso sorgenti a filamento incandescente di Nerst (miscela di ossidi di terre rare) o un Globar (bacchetta di carburo di silicio sinterizzato).
Mentre gli assorbimenti di lunghezze d'onda che cadono nell'ambito dell'UV/VIS danno luogo a variazioni di energia elettronica, gli assorbimenti nella regione infrarossa sono invece legati a variazione dell'energia vibrazionale delle molecole. Tali effetti, che stanno alla base di una misura spettrofotometrica, vengono comunemente sfruttati in chimica per determinazioni qualitative, quantitative ed inerenti allo studio della struttura e legame chimico.